# البطولة الآسيوية المؤهلة للألعاب الأولمبية للسيدات 2024
البطولة الآسيوية المؤهلة للألعاب الأولمبية للسيدات 2024 هي النسخة السادسة من البطولة المؤهلة للألعاب الأولمبية للسيدات في الاتحاد الآسيوي، وهي منافسة كرة القدم دولية تقام كل أربع سنوات وينظمها الاتحاد الآسيوي لكرة القدم (AFC) لتحديد المنتخبات النسائية الوطنية من آسيا التي تتأهل لمسابقة كرة القدم في الألعاب الأولمبية الصيفية.
يتأهل المنتخبان الأول والثاني في هذه البطولة إلى مسابقة كرة القدم في الألعاب الأولمبية الصيفية للسيدات في فرنسا كممثلين للاتحاد الآسيوي.

## النظام
من بين 47 اتحادًا من أعضاء الاتحاد الآسيوي لكرة القدم، شارك 31 منتخب ًا في مرحلة التصفيات. وكان نظام التصفيات كما يلي:
- الجولة الأولى: حصلت المنتخبات الخمسة الأعلى ترتيبًا في تصنيف فيفا العالمي للسيدات بتاريخ 9 ديسمبر 2022، وهي كوريا الشمالية، اليابان، أستراليا، الصين وكوريا الجنوبية على مكان في الجولة الثانية مباشرة. فيما قسمت المنتخبات الـ26 المتبقية إلى خمس مجموعات من أربعة منتخبات ومجموعتين من ثلاثة منتخبات، حيث تتنافس في شكل دوري من جولة واحدة في مكان مركزي. ثم يتأهل متصدروا كل مجموعة إلى الجولة الثانية.[2]
- الجولة الثانية: المنتخبات الاثني عشر (الخمسة منتخبات التي دخلت هذه الجولة وسبعة منتخبات من الجولة الأولى) تقسم إلى ثلاث مجموعات من أربعة منتخبات، حيث تتنافس في شكل دوري من جولة واحدة في مكان مركزي. سيتأهل متصدروا المجموعات الثلاث وأفضل منتخب وصيف إلى الجولة الثالثة.[2]
- الجولة الثالثة: ستلعب المنتخبات الأربعة مبارتين بنظام الذهاب والإياب، حيث يتأهل المنتخبان الفائزان إلى دورة الألعاب الأولمبية للسيدات.[2]

## المنتخبات
تم سحب القرعة للجولة الأولى في 12 يناير 2023، الساعة 15:00 بتوقيت ماليزيا، في مقر الاتحاد الآسيوي في كوالالمبور، ماليزيا. حصلت خمس منتخبات على مكان في الجولة الثانية مباشرة.
| 1. كوريا الشمالية (10) 2. اليابان (11) 3. أستراليا (12) 4. الصين (14) 5. كوريا الجنوبية (15) |

| Pot 1 | Pot 2 | Pot 3 | Pot 4                                                                                             |
| --- | --- | --- | ------------------------------------------------------------------------------------------------- |
| 1. فيتنام (34) 2. تايبيه الصينية (39) 3. تايلاند (41) (H)* 4. ميانمار (48) (H)* 5. أوزبكستان (49) (H)* 6. الفلبين (53) 7. الهند (61) | 1. إيران (68) 2. الأردن (69) 3. هونغ كونغ (77) 4. إندونيسيا (97) 5. نيبال (103) (H)* 6. قرغيزستان (124) (H)* 7. منغوليا (129) | 1. فلسطين (130) (W) 2. سنغافورة (134) 3. تركمانستان (137) (W) 4. بنغلاديش (140) (W) 5. لبنان (142) (H)* 6. طاجيكستان (144) (H)* 7. تيمور الشرقية (153) | 1. سريلانكا (155) (W) 2. المالديف (159) (W) 3. باكستان (160) 4. بوتان (177) 5. أفغانستان (NR) (W) |

ملاحظات
- المنتخبات بالخط العريض تأهلت للألعاب الأولمبية.
- الأرقام بين القوسين تشير إلى تصنيف فيفا العالمي للسيدات في ديسمبر 2022 (إلا إذا كان المنتخب غير مصنف).[5]
- (H): منتخبات استضافة الجولة الأولى للمجموعات (* تم اختيار جميع المنتخبات كمضيفين للمجموعات بعد السحب، مع بقاء مجموعة واحدة في مكان محايد)
- (N): غير عضو في اللجنة الأولمبية الدولية، غير مؤهل للألعاب الأولمبية
- (W): انسحب المنتخب بعد السحب

## وصلات خارجية
- Women's Olympic Games
, the-AFC.com